# Morti nel 1397
| Questa pagina contiene informazioni ricavate automaticamente dalle voci biografiche con l'ausilio del template Bio e di un bot. L'aggiornamento è periodico e automatico e ricostruisce completamente la pagina. Se manca una persona in questa lista, sei pregato di non aggiungerla, ma accertati piuttosto che la sua voce biografica contenga il template Bio e che i dati anagrafici siano correttamente compilati. Se il template Bio manca, inseriscilo tu stesso o, in alternativa, metti l'avviso {{tmp\|Bio}} che ne segnala la mancanza. Se i dati riportati sono sbagliati, correggi direttamente la voce biografica; le modifiche saranno visibili in questa lista entro pochi giorni. Per chiarimenti vedi il progetto biografie. La lista contiene solo le 30 persone che sono citate nell'enciclopedia e per le quali è stato implementato correttamente il template Bio. Pagina aggiornata al 13 gen 2025. |

- 11 gennaio - Skirgaila, duca (n. 1354)
- 21 gennaio - Alberto II di Baviera-Straubing, nobile (n. 1369)
- 11 febbraio - Enrico di Langenstein, teologo, astronomo e matematico tedesco (n. 1325)
- 16 febbraio - Enrico VI di Waldeck, nobile tedesco
- 25 aprile - Thomas Holland, II conte di Kent, conte inglese (n. 1350)
- 3 giugno - William Montacute, II conte di Salisbury, militare e nobile britannico (n. 1328)
- 16 giugno - Filippo d'Artois, nobile francese (n. 1358)
- 15 luglio - Caterina di Henneberg, contessa (n. 1334)
- 26 luglio - Eric I di Meclemburgo, principe (n. 1359)
- 16 agosto - Philippe d'Alençon, cardinale e patriarca cattolico francese
- 2 settembre - Francesco Landini, compositore, organista e poeta italiano
- 8 settembre - Tommaso Plantageneto, I duca di Gloucester, nobile inglese (n. 1355)
- 21 settembre - Richard FitzAlan, XI conte di Arundel, nobile e militare inglese (n. 1346)
- 6 ottobre - Vuk Branković, nobile serbo (n. 1345)
- 28 novembre - Guglielmo Bevilacqua, condottiero italiano (n. 1334)
- 22 dicembre - Guido II di Blois-Châtillon, nobile
- Jacobello Alberegno, pittore italiano
- Marcolino da Forlì, presbitero italiano (n. 1317)
- Antonio IV di Costantinopoli, arcivescovo ortodosso bizantino
- Callisto II di Costantinopoli, religioso e arcivescovo ortodosso bizantino
- Bartolomeo Capodivacca, giurista e politico italiano
- Enguerrand VII di Coucy, condottiero francese (n. 1339)
- Francesco I Crispo, duca
- Perenelle Flamel, alchimista francese (n. 1320)
- Giovanni del Portogallo, nobile portoghese (n. 1349)
- Giovanni II di Baviera, nobile tedesco (n. 1341)
- Margherita di Lusignano, conte
- Maria di Gheldria, duchessa (n. 1328)
- Alberto I di Meclemburgo-Stargard, nobile
- Guglielmo I di Narbona, nobile francese